# Francesco La Monaca
Francesco La Monaca (Catanzaro, 10 febbraio 1882 – Washington, 5 febbraio 1937) è stato uno scultore, pittore e illustratore italiano naturalizzato francese.

## Biografia
Nato da Antonio, falegname, e Rosaria Cristallo, nel 1901 si arruolò nell'esercito e fu segnalato come il più giovane ufficiale italiano. Appassionato d'arte, due anni dopo tentò di iscriversi all'Accademia di belle arti di Napoli, ma senza successo. Decise quindi di spostarsi a Parigi, dove frequentò i corsi di scultura dell'École nationale supérieure des beaux-arts, sotto la guida di Gabriel-Jules Thomas e Jean-Antoine Injalbert. Per finanziare i propri studi, si impegnò in lavori precari e umili. Pur frequentando l'ambiente artistico di Montmartre e avendo modo di conoscere, tra gli altri, Picasso, Matisse e Modigliani, non ne rimase influenzato rimanendo ancorato a uno stile meno d'avanguardia.
Tra il 1906 e il 1907 si impegnò nell'attività di decoratore per i nuovi edifici e negozi che sorgevano nei boulevard. Dal 1909 cominciò ad esporre al Salon des artistes français, dove fu presente fino al 1932 con svariate opere: La miseria (1911), Vittoria di Davide e Napoleone a cavallo (1912), Gli eroi del mare (1913, medaglia di bronzo), L'ultimo sforzo (1914), Il dolore, la solitudine e l'amore disarmati (1920), Saint Clair Thompson (ritratto) e Victor Pochet (ritratto) (1923), Henri Dartigues (busto) (1924), Faunessa ubriaca (1927), Baccante (1930), Suonatore di fisarmonica (1932). 
Durante un suo breve soggiorno nel 1914 a Londra dove tentò di aprire un atélier, ebbe il primo attacco di una gastrite che lo perseguitò per tutta la vite e lo costrinse a un ricovero in ospedale. Rientrato a Parigi, durante la guerra conquistò la fama come illustratore di riviste, disegnando sotto lo pseudonimo di Lemoine.
Nel 1921, durante un soggiorno avventuroso negli Stati Uniti, si impegnò in una serie di investimenti fallimentari, finendo per tentare l'attività di cercatore d'oro. Tornato in Europa, aprì nuovamente uno studio a Londra, dove incontrò un certo successo esponendo alla Fine Art Gallery una serie di busti di personalità importanti in bronzo e in marmo, tra cui George Bernard Shaw e divenne molto richiesto come ritrattista in tutta l'alta società viaggiando attraverso il continente europeo. Nel 1927 ottenne la prestigiosa onorificenza francese di cavaliere della Legion d'onore.
Nel 1930 ritrasse la giornalista italiana Emilia Cardona, allora sposata al pittore Giovanni Boldini. Alla morte di quest'ultimo, avvenuta nel gennaio 1931, la sposò. Presso il Museo Giovanni Boldini di Ferrara si conserva un suo bronzo raffigurante una figura muliebre. Nel 1932, La Monaca aprì uno studio temporaneo a Roma, dove eseguì i ritratti di numerosi aristocratici romani e di Papa Pio XI, collocato in Vaticano. Tornato in Francia, nel 1935 completò con un medaglione in bronzo il monumento funebre di Leonardo da Vinci posto in un tempietto a fianco del castello di Amboise. 
Convocato negli Stati Uniti nel 1936 per eseguire il ritratto del presidente Franklin Delano Roosevelt, morì improvvisamente alla vigilia della prima posa. Le sue spoglie, riportate in Francia e accolte da autorità francesi e italiane, furono sepolte al cimitero di Neuilly-sur-Seine.